# Juarez Távora (Paraíba)
Pour les articles homonymes, voir Juárez, Juarez et Juarez Távora.
Juarez Távora est une ville brésilienne de l'est de l'État de la Paraíba.
Sa population était estimée à 7 618 habitants en 2007. La municipalité s'étend sur 83 km2.